# U-322
| U-322 | U-322 | U-322 |
| --- | --- | --- |
| | | |
| | | |
| | | |
| Під прапором | Третій рейх | Третій рейх |
| Спуск на воду | 18 грудня 1943 року | 18 грудня 1943 року |
| Виведений зі складу флоту                                                                                            | 29 грудня 1944 року | 29 грудня 1944 року |
| Сучасний статус | затоплений | затоплений |
| Проєкт | | |
| Тип ПЧ | середній торпедний ДПЧ | середній торпедний ДПЧ |
| Вартість | 4 714 000 ℛℳ | 4 714 000 ℛℳ |
| Основні характеристики                                                                                               | | |
| Швидкість (надводна)                                                                                                 | 17,9 вузла | 17,9 вузла |
| Швидкість (підводна)                                                                                                 | 8 вузлів | 8 вузлів |
| Робоча глибина занурення                                                                                             | 100 м | 100 м |
| Гранична глибина занурення                                                                                           | 250 м | 250 м |
| Дальність плавання                                                                                                   | 8500 морських миль (15 700 км) на швидкості 10 вузлів (у надводному положенні) 80 морських миль (150 км) на швидкості 4 вузли (в підводному положенні) | 8500 морських миль (15 700 км) на швидкості 10 вузлів (у надводному положенні) 80 морських миль (150 км) на швидкості 4 вузли (в підводному положенні) |
| Екіпаж | 44—60 осіб | 44—60 осіб |
| Розміри | | |
| Довжина найбільша (по КВЛ)                                                                                           | 67,1 м | 67,1 м |
| Ширина корпусу найб.                                                                                                 | 6,2 м | 6,2 м |
| Висота | 9,6 м | 9,6 м |
| Середня осадка (по КВЛ)                                                                                              | 4,74 м | 4,74 м |
| Водотоннажність надводна                                                                                             | 759 т | 759 т |
| Силова установка | | |
| дизель-електрична; 2 дизельних двигуни Germaniawerft M6V 40/46, 2 електродвигуни Siemens-Schuckert-Werke GU 343/38-8 | | |
| Гвинти | 2 | 2 |
| Потужність | 2800—3200 к.с. (дизелі) 750 к.с. (електродвигуни) | 2800—3200 к.с. (дизелі) 750 к.с. (електродвигуни) |
| Озброєння | | |
| Артилерія | 1 × 88-мм палубна гармата SK C/35 | 1 × 88-мм палубна гармата SK C/35 |
| Торпедно- мінне озброєння                                                                                            | 4 носових і один кормовий ТА 14 торпед або 26 мін TMA чи TMB                                                                                           | 4 носових і один кормовий ТА 14 торпед або 26 мін TMA чи TMB                                                                                           |
| ППО | 1 × 37-мм зенітна гармата Flak M42 2 × 20-мм зенітні гармати FlaK 30                                                                                   | 1 × 37-мм зенітна гармата Flak M42 2 × 20-мм зенітні гармати FlaK 30                                                                                   |

U-322 — німецький підводний човен типу VIIC/41 часів  Другої світової війни.
Замовлення на будівництво човна було віддане 14 жовтня 1941 року. Човен був закладений на верфі суднобудівної компанії «Flender Werke AG» у місті Любек 13 лютого 1943 року під заводським номером 322, спущений на воду 18 грудня 1943 року, 5 лютого 1944 року увійшов до складу 4-ї флотилії. Також за час служби входив до складу 11-ї флотилії. Єдиним командиром човна був оберлейтенант-цур-зее Гергард Виск.
Човен зробив 2 бойових походи, в яких потопив 1 та пошкодив 2 судна (загальна водотоннажність 14 367 брт).
29 грудня 1944 року потоплений у Ла-Манші, південніше Веймута (30°25′ пн. ш. 02°26′ зх. д. / 30.417° пн. ш. 2.433° зх. д.) глибинними бомбами канадського корвету «Калгарі». Всі 52 члени екіпажу загинули.

## Потоплені та пошкоджені кораблі[3]
| Назва         | Тип        | Належність      | Дата           | Тоннаж (БРТ) | Вантаж                | Статус     | Місце                                                     |
| Dumfries      | суховантаж | Велика Британія | 23 грудня 1944 | 5 149        | 8 258 т залізної руди | потоплено  | 50°23′ пн. ш. 1°43′ зх. д. / 50.383° пн. ш. 1.717° зх. д. |
| Arthur Sewall | суховантаж | США             | 29 грудня 1944 | 7 176        | 1 833 т баласту       | пошкоджено | 50°28′ пн. ш. 2°28′ зх. д. / 50.467° пн. ш. 2.467° зх. д. |
| Black Hawk    | суховантаж | США             | 29 грудня 1944 | 7 191        | Баласт                | пошкоджено | 50°28′ пн. ш. 2°28′ зх. д. / 50.467° пн. ш. 2.467° зх. д. |